# ロバート・キング (第2代キングストン伯爵)

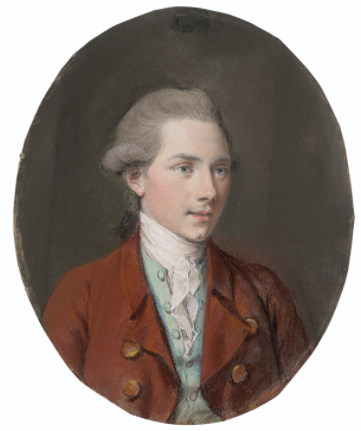
ヒュー・ダグラス・ハミルトンによる肖像画。

第2代キングストン伯爵ロバート・キング（英語: Robert King, 2nd Earl of Kingston、1754年 – 1799年4月17日）は、アイルランド王国の貴族、政治家。1768年から1797年までキングスバラ子爵の儀礼称号を使用した。

## 生涯
初代キングストン伯爵エドワード・キングとジェーン・コールフィールド（Jane Caulfield、1784年4月没、トマス・コールフィールドの非嫡出の娘）の息子として、1754年に生まれた。1767年から1768年までイートン・カレッジで教育を受けた後、グランドツアーに出てパリを訪れ、1776年にミッチェルズタウンの領地に戻った。
1776年から1783年までボイル選挙区の、1783年から1790年までコーク・カウンティ選挙区の代表としてアイルランド庶民院議員を務めた。1790年の選挙では一旦再選されるも当選無効を宣告され、翌年の再選挙で再び当選した。1797年の選挙ではボイル選挙区とコーク・カウンティ選挙区の両方で当選したが、引き続き後者の代表として議員を務めた。議会では1783年に議会改革に賛成、1789年に摂政の任命に反対、1795年にカトリック解放に反対した。また、1789年から1798年までコーク県総督を、1797年から1799年までロスコモン首席治安判事を務めた。
妻キャロラインの甥にあたるヘンリー・ジェラード・フィッツジェラルド（Henry Gerard Fitzgerald）をひきとって自身の子女とともに育てた。フィッツジェラルドは陸軍大佐になり、結婚もしたが、1797年夏にキングスバラ子爵とキャロラインの三女メアリー・エリザベスと駆け落ちした。メアリー・エリザベスは後に見つかって連れ戻され、キングスバラ子爵の息子ロバート・エドワードは1797年10月1日にハイド・パークでフィッツジェラルドと決闘した。1日目の決闘は全ての銃弾が外れて決着せず、2人は翌日に決闘を継続することに同意したが、その日のうちに逮捕されて再度の決闘は阻止された。その後、フィッツジェラルドはメアリー・エリザベスを追ってミッチェルズタウン近くのキルワースに向かい、12月に到着してそこのインに宿泊した。また、11月8日にキングスバラ子爵の父が死去、キングスバラはキングストン伯爵位を継承した。キングストン伯爵とロバート・エドワードは12月11日にキルワースでフィッツジェラルドに立ち向かい、フィッツジェラルドがロバート・エドワードと取っ組み合うとキングストン伯爵はピストルを取り出して、フィッツジェラルドを射殺した。
キングストン伯爵とロバート・エドワードは殺人罪の容疑で逮捕されたが、ロバート・エドワードは1798年4月に無罪判決を受け、一方のキングストン伯爵は貴族特権としてアイルランド貴族院で裁判を受ける権利を主張したため、裁判が1798年5月18日に貴族院で行われた。この裁判において、アイルランド大法官の初代クレア伯爵ジョン・フィッツギボンが貴族院議長を務め、裁判を公正に進めたが、いずれにせよ検察側が証拠を提出せず、キングストン伯爵は全会一致で無罪判決を受けた。メアリー・エリザベスは偽名を用いてウェールズの聖職者の家に住み、1805年4月にジョージ・ガルブレイス・ミアーズ（George Galbraith Meares）と結婚したのち、1819年にグロスタシャーのシャーハンプトンで死去した。
1799年4月17日にミッチェルズタウンで死去、息子ジョージが爵位を継承した。

## 家族

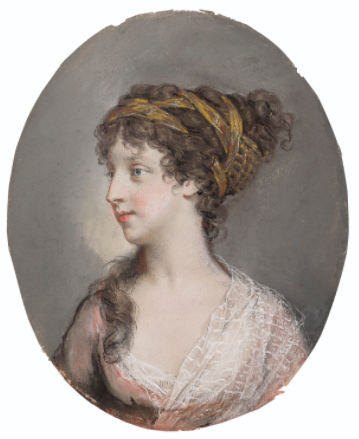
キングストン伯爵夫人キャロラインの肖像画、ヒュー・ダグラス・ハミルトン画。

1769年12月5日、キャロライン・フィッツジェラルド（Caroline FitzGerald、1755年 – 1823年1月13日、リチャード・フィッツジェラルドの娘）と結婚、7男5女をもうけた。2人はキングストン伯爵の死去から数年前に別居したという。
- ジョージ（1771年 – 1839年） - 第3代キングストン伯爵
- ロバート・エドワード（1773年 – 1854年） - 初代ロートン子爵
- エドワード（英語版）（1774年 – 1807年） - 海軍軍人、生涯未婚
- ヘンリー（英語版）（1776年 – 1839年） - 陸軍軍人。1802年、メアリー・ヒューイット（Mary Hewitt、1821年5月26日没、ジョン・ヒューイットの娘）と結婚、子供あり。1832年2月28日、キャサリン・リチャードソン（Catherine Richardson、1847年5月7日没、J・リチャードソンの未亡人）と再婚
- リチャード・フィッツジェラルド（1779年4月8日 – 1856年9月22日） - 聖職者。1800年1月6日、ウィリアミナ・ロス（Williamina Ross、1837年2月1日没、ウィリアム・ロスの娘）と結婚、子供あり
- ジョン - 外交官、生涯未婚
- ジェームズ・ウィリアム（1848年2月11日没） - 海軍軍人。1815年11月28日、キャロライン・クリーヴァー（Caroline Cleaver、1862年3月16日没、ユーズビー・クリーヴァーの娘）と結婚、子供あり
- マーガレット・ジェーン（英語版）（1835年1月29日没） - 1791年9月12日、第2代マウント・ケッシェル伯爵スティーブン・ムーアと結婚、子供あり。その後、ジョージ・ウィリアム・ティッグ（英語版）と再婚
- キャロライン（1845年3月3日没） - 1800年4月28日、エドワード・モリソン（Edward Morrison、1760年 – 1843年12月3日）と結婚[7]
- メアリー・エリザベス（1819年5月没） - 1805年4月、ジョージ・ガルブレイス・ミアーズ（George Galbraith Meares）と結婚

キャロラインの母マーガレットは第4代キングストン男爵ジェームズ・キングの娘であり、この結婚によりキングストン男爵系キング家とキングストン伯爵系キング家の領地がキングストン伯爵系の手に収められることとなった。また、この結婚により手に入れたミッチェルズタウン城を農学者アーサー・ヤングの助力を借りて大規模な改築を行った。